# Texcapa, Veracruz
Texcapa är en ort i Mexiko.   Den ligger i kommunen Atzalan och delstaten Veracruz, i den sydöstra delen av landet, 210 km öster om huvudstaden Mexico City. Texcapa ligger 559 meter över havet och antalet invånare är 234.
Terrängen runt Texcapa är huvudsakligen kuperad, men söderut är den bergig. Runt Texcapa är det ganska tätbefolkat, med 93 invånare per kvadratkilometer. Närmaste större samhälle är Atzalan, 13,5 km sydväst om Texcapa. I omgivningarna runt Texcapa växer i huvudsak städsegrön lövskog.